# اسلام‌آباد جدید
اسلام‌آباد جدید روستایی است که در استان اردبیل، شهرستان پارس‌آباد، بخش مرکزی، دهستان قشلاق شمالی قرار دارد.فاصله این روستا از جاده ۲ کیلومتر می‌باشد . نزدیکترین شهر شهرستان پارس‌آباد می‌باشد و فاصله آن ۱۷ کیلومتر است.

## جمعیت
بر اساس سرشماری سال ۱۳۸۵ جمعیت این روستا ۱۷۲۶ نفر با ۳۵۲ خانوار بوده‌است.